# Канадський фестиваль тюльпанів

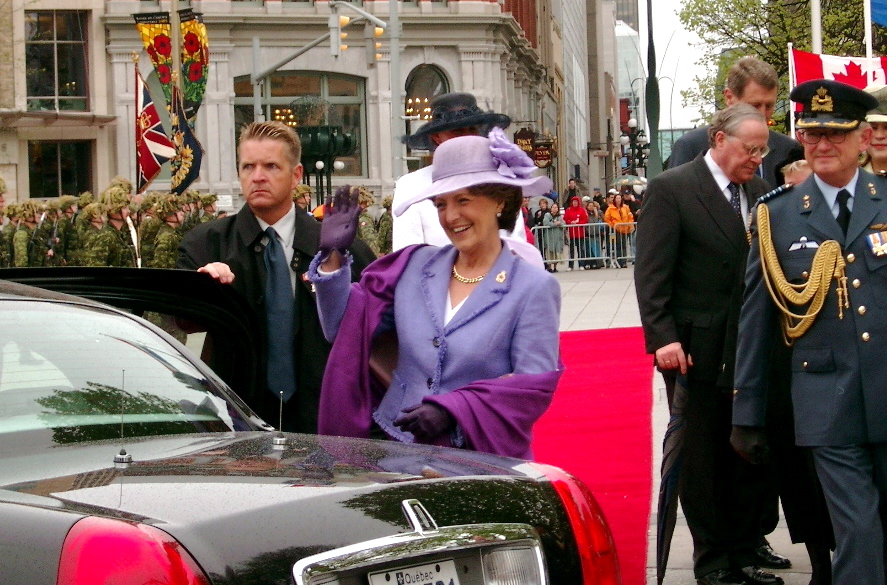
Принцеса Маргріт в Оттаві на Фестивалі тюльпанів у травні 2002 р.

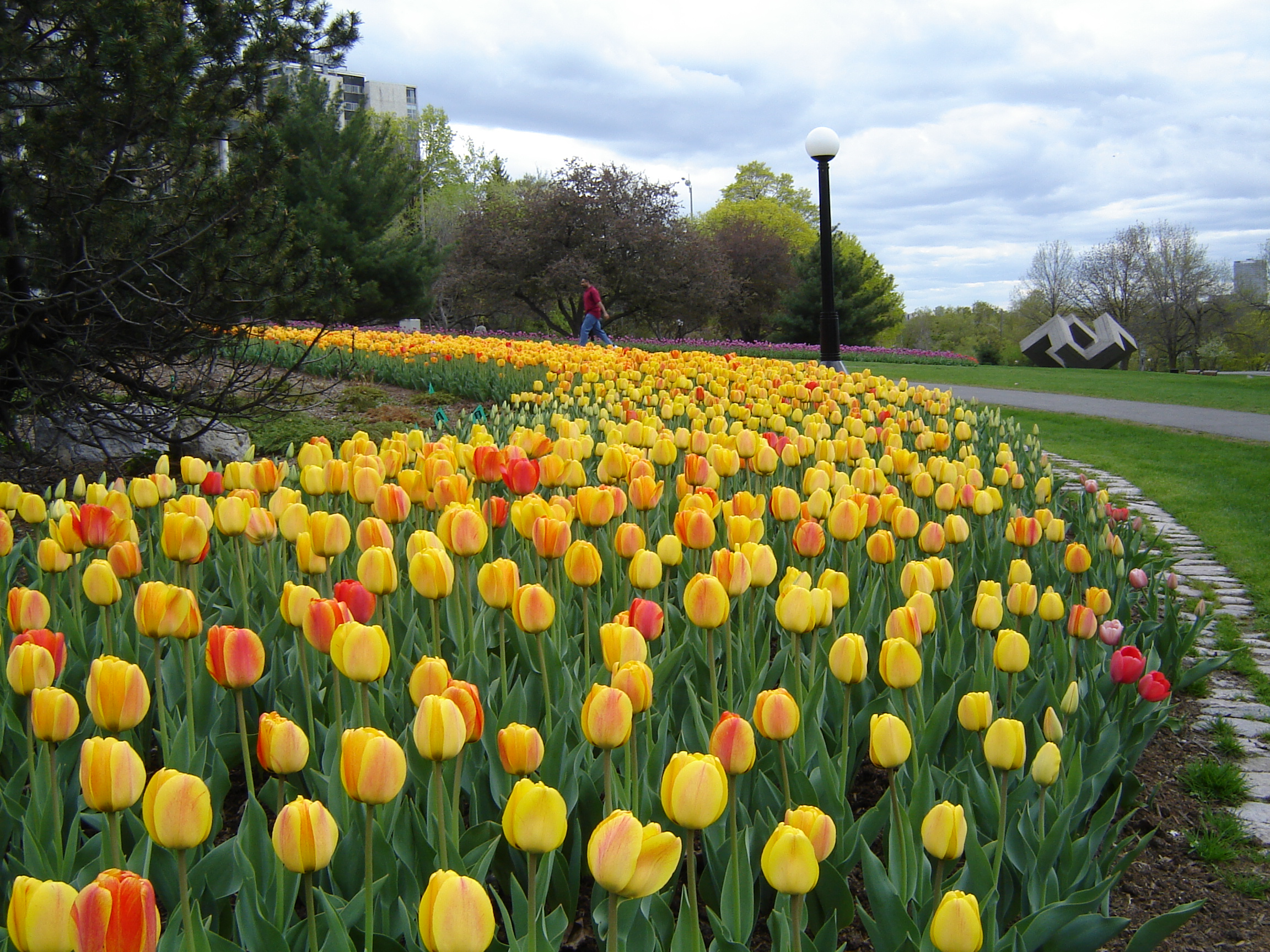
Сад провінцій і територій. 2005 р.

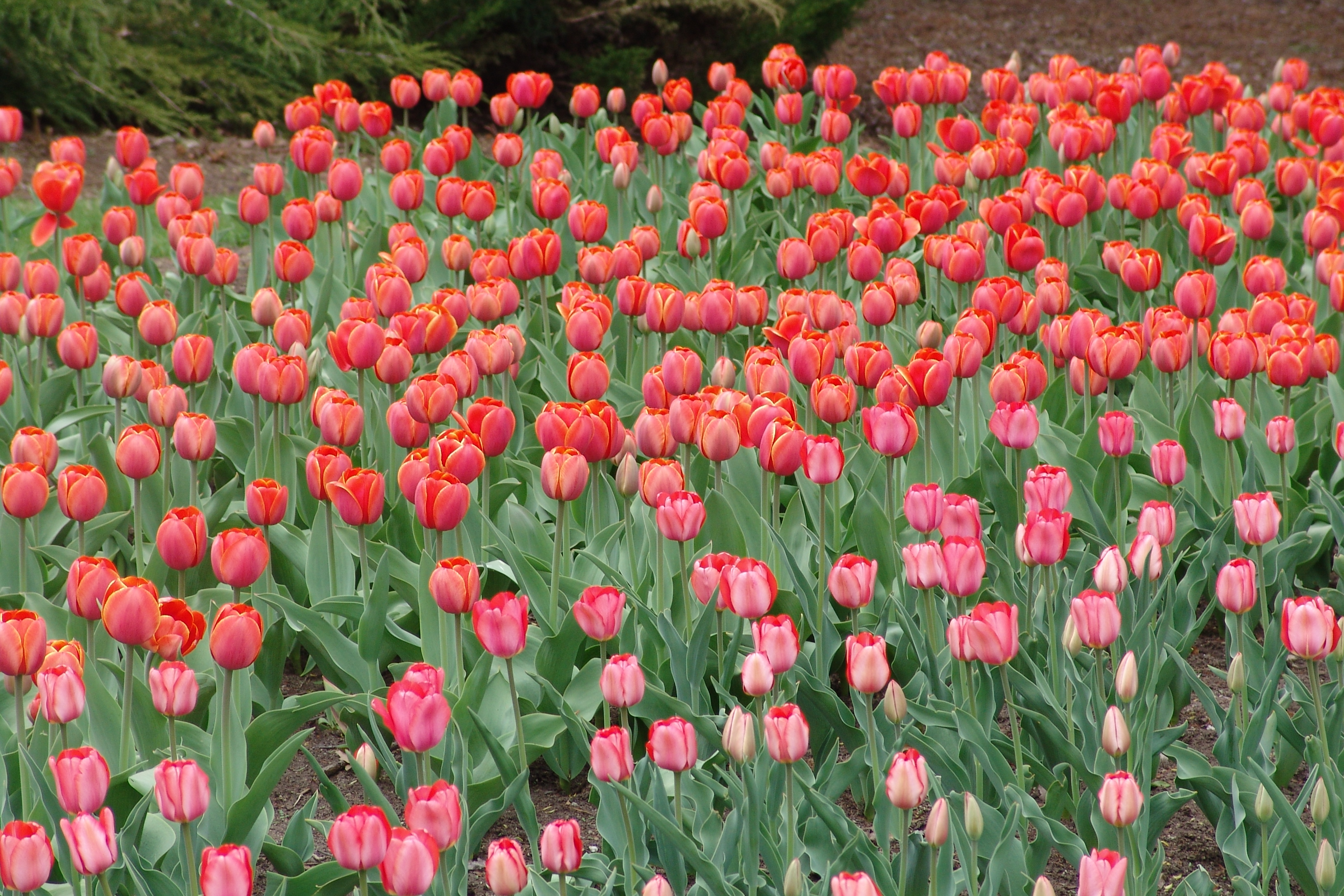
Клумба в парку Мейджорс-Хілл. Фестиваль 2006 р.

Канадський фестиваль тюльпанів, англ. Canadian Tulip Festival — фестиваль, який відзначається у Національному столичному регіоні Канади (міста Оттава і Гатіно). Проводиться щорічно в травні. Під час фестивалю у багатьох публічних місцях, а також перед приватними будинками висаджуються клумби тюльпанів різноманітних сортів. Це найбільший з тюльпанових фестивалів світу: кількість висаджених квітів сягає понад 1 млн, а кількість глядачів — понад 500 тис. щорічно.

## Історія
У 1945 році королівська сім'я Нідерландів відправила в Оттаву 100 тис. цибулин тюльпанів в знак подяки канадському народу, який дав притулок сім'ї під час окупації. У 1943 році в Оттавській міській лікарні народилася принцеса Маргріт, сестра принцеси Беатрікс, колишньої королеви Нідерландів. Для того, щоб принцеса могла успадкувати нідерландське підданство, лікарня була тимчасово оголошена міжнародною зоною.
У 1946 році королівська родина відправила ще 20 тис. цибулин, щоб влаштувати клумбу в лікарні, і пообіцяла посилати додатково по 10 тис. щорічно.
Згодом вирощування тюльпанів перетворилося в Оттаві у традицію, і в 1953 році Оттавска рада підприємців і фотограф Малак Карш (брат всесвітньо відомого фотопортретиста Юсуфа Карша) організували перший Канадський фестиваль тюльпанів. Королева Юліана відвідала фестиваль у 1967 році, а принцеса Маргріт приїхала в 2002 році.

## Основні заходи
Клумби з тюльпанами різноманітних сортів висаджуються у багатьох публічних місцях Оттави і Гатіно. У ряді місць організовуються публічні заходи. Найбільшими такими місцями є Парк комісара на озері Доу, а також ряд інших місць вздовж каналу Рідо. Під час фестивалю відбуваються виступи музикантів, розважальні заходи, продаж виробів кухонь різних народів.
Раніше, протягом багатьох років, фестиваль супроводжувався музичними концертами на відкритому повітрі, проте після кількох років, коли в травні була холодна погода і концерти  відвідало небагато глядачів, у 2006 році фестиваль опинився на межі банкрутства, внаслідок чого виступи просто неба довелося припинити.
Найбільші місця висадження тюльпанів
- Парк комісара — озеро Доу
- Парк провінцій, Парламентський пагорб — столичний інформаційний центр
- Парк Пагорб майора

Місця розважальних заходів
- Канадський музей природи
- Національна галерея Канади
- Королівський канадський монетний двір
- Бібліотека та архів Канади
- Канадський військовий музей
- Канадський музей цивілізації

Партнерські місця
- Рідо-хол
- Маєток Макензі-Кінг (парк Гатіно)